# Richard Mans
Richard Mans (* 7. August 1890 in Grabow bei Stettin; † 4. September 1953 in Schwerin) war ein deutscher Augenarzt.

## Leben
Mans war Sohn des Pastors Richard Mans (1846–1926) und seiner Frau Marie geb. Wiesike. 1909 bestand er in Stettin die Abiturprüfung. An der Georg-August-Universität Göttingen und der Philipps-Universität Marburg begann er Medizin zu studieren. 1910 wurde er Mitglied im Corps Hasso-Nassovia. Wohl nach dem Physikum wechselte er zum Wintersemester 1913/14 an die Universität Rostock. Er war 1914–1919 Soldat und nahm am Ersten Weltkrieg teil, zuletzt als Feldunterarzt und Feldhilfsarzt. 1920 bestand er in Rostock das Medizinische Staatsexamen. In der Augenklinik vom Universitätsklinikum Rostock war er Volontärassistent und Assistent. 1921 wurde er zum Dr. med. promoviert. Seit 1922 Oberarzt und seit 1923 Facharzt für Augenheilkunde, habilitierte er sich 1927 für Ophthalmologie. Nach sechs Jahren als Privatdozent erhielt er 1933 ein außerplanmäßiges Extraordinariat. Im selben Jahr wurde er Mitglied der Sturmabteilung. 1935 ließ er sich als Augenarzt in Schwerin nieder. Zum 1. Mai 1937 trat er der NSDAP bei (Mitgliedsnummer 4.009.744). Das Schweriner DRK-Krankenhaus „Mecklenburg“ berief ihn 1938 als Chefarzt. Er lehrte 1939–1945 als apl. Professor an der Universität Rostock und diente zugleich im Heer, zuletzt als Stabsarzt. Ab 1948 betrieb er wieder eine Arztpraxis in Schwerin.
Verheiratet war er seit dem 22. Juni 1935 mit Gertrud geb. Weiß aus Schwerin. Aus der Ehe ging ein Sohn hervor.